# Símun Petur Zachariasen
Símun Petur Zachariasen (født 2. november 1887 i Kirkja, død 15. oktober 1977) var en færøsk lærer, redaktør og politiker (SF).
Han var søn af Malena Frederikka Simonsen fra Hattarvík og Símun Mikal Zachariasen fra Kirkja, og bror til Louis Zachariasen. Símun Petur Zachariasen giftede sig med Maria Henriksen fra Klaksvík, som han fik sønnen Álvur Zachariasen med. Símun Petur Zachariasen var uddannet lærer fra Føroya Læraraskúli i 1908, og arbejdede som lærer i Klaksvík 1914–1953 og blev redaktør af Norðlýsið fra 1915. Han var direktør for Norðoyars sparekasse (Norðoya sparikassa) 1919–1976.
Han var borgmester i Klaksvíkar kommuna 1930–1934. Zachariasen repræsenterede Sjálvstýrisflokkurin i Lagtinget 1928–1943 og 1946–1956, indvalgt fra Norðoyar.